# Мулен, Жан

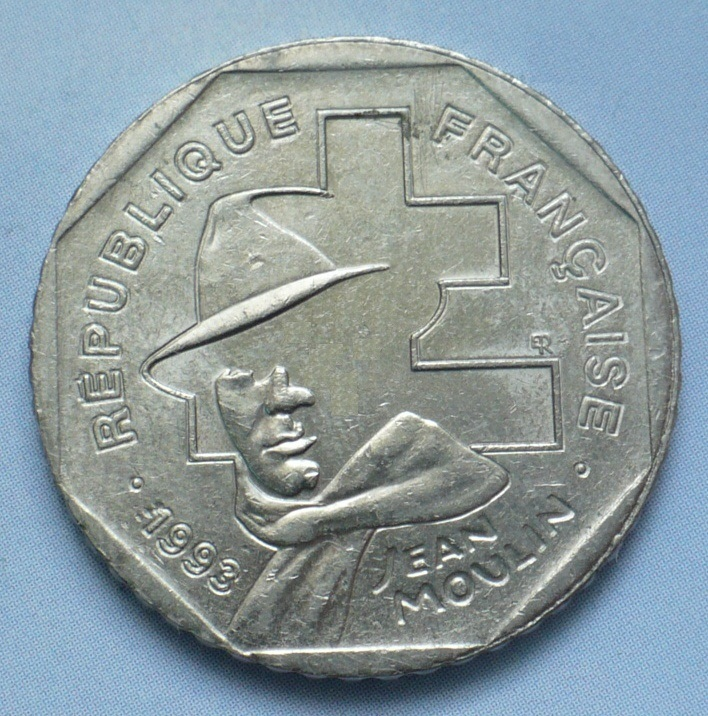
Памятная монета 1993 года

Жан Мулен (фр. Jean Moulin, 20 июня 1899 года, Безье — 8 июля 1943 года, Мец) — французский политический деятель, герой движения Сопротивления времён Второй мировой войны.

## Биография
Жан Мулен родился 20 июня 1899 года в городе Безье в семье французского политика Антуана-Эмиля Мулена, крещён в католичестве.
В 1917 году поступил в Юридический институт Монпелье. С 17 апреля 1918 года до 4 ноября 1919 года служил в инженерных войсках в Альбервиле и Авероне (участия в боях Первой мировой войны не принимал), после чего восстановился в институте и в 1921 году получил высшее юридическое образование.
В 1925—1930 годах занимал должность супрефекта Альбервиля. В 1926 году женился единственный раз, развёлся спустя два года, потомства не оставил. Противники не раз обвиняли его в гомосексуальности, в то время как друзья называли его настоящим бабником.
В 1930—1933 годах — супрефект Шатолена, тогда же он начал увлекаться живописью, познакомился с Сеном-Полем Ру и Максом Жакобом, занимался иллюстрированием сборников Тристиана Корбьера, рисовал и публиковал в журналах истории в картинках и карикатуры, начал коллекционировать живопись, в частности картины Кирико, Фриеза и Дюфи.
В 1933—1934 годах — супрефект Тонон-ле-Бена. С 1936 года занимал должность помощника (заместителя) министра военно-воздушных сил, на этом посту тайно прилагал усилия по поддержке испанских республиканцев в гражданской войне. В 1939 году стал префектом департамента Эр и Луар.
С самого начала Второй мировой войны принимал активное участие в движении Сопротивления. 17 июня 1940 года арестован и избит немцами за «оскорбление великой германской нации», а именно, что отказался подписать документ, в котором были ложно обвинены сенегальские бойцы французской армии в массовом убийстве гражданских лиц в городе Шартр во время боёв. Мулен знал, что африканцы мужественно сражались за Францию, и после сдачи в плен были расстреляны немцами ни за что, в то время как гражданские лица стали жертвами бомбардировок Люфтваффе. Отец с малых лет воспитывал Жана ярым противником расизма и антисемитизма. В тот же день пытался совершить самоубийство, порезав горло осколком окна, которое он разбил в своей камере. Нацисты держали его вместе с одним из пленных сенегальцев, «которых он так любил», и трупом женщины, погибшей при бомбардировке, дабы сломить его волю к сопротивлению. Однако вскоре он был освобождён и восстановлен в должности префекта режимом Виши. 2 ноября 1940 года был отстранён от должности за свои левые взгляды и помещён под домашний арест. 15 ноября принял решение уйти в подполье, скрывался в Сент-Андьоле, Марселе и других городах, собирая сведения о состоянии и потребностях движения Сопротивления, дабы отправиться с ними в Лондон и предать их руководству «Свободной Франции».
9 сентября 1941 года по поддельным документам прибыл в Лондон через Испанию и Португалию, где начал тесно работать с Шарлем де Голлем. Во время пребывания в Англии, обучился прыжкам с парашютом и обращению с пистолетом и кинжалом. Вернулся во Францию в ночь с 31 декабря 1941 года на 1 января 1942-го в ходе спецоперации, прыгнув с парашютом. 14 февраля 1943 года стал одним из членов (министров) Французского национального комитета. 27 мая 1943 года возглавил Национальный совет Сопротивления.
21 июня 1943 года арестован гестапо. Начальник лионского гестапо Клаус Барби собственноручно пытал Мулена много дней подряд, в результате чего французский борец за свободу умер 8 июля 1943 года в поезде около города Мец, по пути в концентрационный лагерь. Кремирован, точное место захоронения неизвестно, его прах так и не был идентифицирован с уверенностью.
19 декабря 1964 года предполагаемый прах Жана Мулена был перемещён с Парижского кладбища Пер-Лашез в Пантеон.
Многие улицы, школы и Университет Лион 3 носят имя Жана Мулена. В 1993 году Банк Франции выпустил двухфранковую монету с его портретом.

## Чины
- Солдат (1918)
- Старший капрал (1937)
- Сержант (1938)
- Бригадный генерал (посмертно, 1944)
- Дивизионный генерал (посмертно, 1946)

## Награды
- Кавалер ордена Почётного легиона (посмертно, 1945)
- Компаньон ордена Освобождения (17 октября 1942 года)
- Военная медаль
- Военный крест 1939—1945 (посмертно, 1945)
- Кавалер ордена Сельскохозяйственных заслуг
- Памятная медаль войны 1914—1918
- Медаль физического воспитания с розеткой
- Почётная серебряная медаль социального страхования (Министерство труда)
- Медаль общественного благосостояния
- Почётная серебряная медаль общественной помощи (Министерство здравоохранения)
- Кавалер ордена Короны Италии (1926)
- Командор ордена Короны Югославии